# Skårs kyrka
Skårs kyrka är en kyrkobyggnad som tillhör Örgryte församling i Göteborgs stift. Den ligger i stadsdelen Skår i Göteborgs kommun.

## Historia
I Skår uppsattes 1948 Göteborgs första småkyrka, som var en träbarack i mycket enkelt utförande, i närheten av den nuvarande kyrkans plats. 

## Kyrkobyggnad
Den nya kyrkan, som ritades av arkitekt Johan Tuvert, invigdes på pingstdagen 1959 av biskop Bo Giertz. Den hade kostat 400 000 kronor, vilket samlats in genom kollekt, gåvor och sykretsens försäljningar.
Byggnaden är uppförd av rött fasadtegel med skiffertak. Entré genom sidoskeppet i norr. Även väggarna invändigt är av fasadtegel och taket består av målad träpanel på limträbågar. Altaret är placerat mot fondväggen i det separata koret, som avskiljs av en triumfbåge. Mittgång och fasta bänkkvarter. 
Åren 1981-1982 genomfördes en omfattande restaurering och en församlingsdel byggdes till. Återinvigning skedde på pingstdagen 1982 under ledning av Bo Giertz.

## Kyrkfönstren
Kyrkfönstren i glasmosaik är komponerade av konstnären Joel Mila. Fönstren invigdes i tre omgångar och föreställer bibliska motiv.

### Januari 1964
1. Den förlorade sonen (Luk. 15: 11-32) 

2. Såningsmannen (Luk. 8: 5-8)

### Pingstdagen 1964
1. Varde ljus (1 Mos. 1: 3)

2. Frambringe vattnet ett vimmel av levande varelser, flyge och fåglar över jorden under himmelens fäste (1 Mos. 1: 20)

3. Jorden frambragte grönska och levande varelser. Människan skapades till Guds avbild (1 Mos. 1: 27)

4. Herren ser till Abels offer och dräpes av sin broder Kain (1 Mos. 4: 1-8)

### December 1966
1. Noa mottager olivkvist från duvan (1 Mos. 8: 10-11)

2. Konung David spelar harpa (Psaltaren 103: 1-5)

3. Gud visar sig i den brinnande busken (2 Mos. 3: 1-10) och Mose med lagens tavlor ( 2 Mos. 20: 1-17)

4. Jona kastas ur den stora fiskens gap och ligger under ricinbusken (Jona 4: 1-11)

5. Änglarna uppenbarar sig för herdarna (Luk. 2: 8-20)

6. Jesu födelse, Heliga tre konungar (Matt. 2: 1-12)

7. Jesus rider in i Jerusalem (Mark. 11: 1-10)

8. Den botfärdige rövaren (Luk. 23: 39-43)

9. Uppståndelsens under (Matt. 28: 1-7)

10. Pingstens under (Apg. 2: 1-21)

## Klockor och klockstapel
Klockstapeln ritades av kyrkans arkitekt Johan Tuvert och invigdes på pingstdagen 1969. Storklockan göts 1953 och lillklockan 1969 av Bergholtz klockgjuteri.
Storklockan har inskriptionen:
Min kläpp är Herrens tunga
min klang är Herrens bud
Stå upp o själ att lova
och prisa Herren Gud!
Gunnar Rudborg Jr.
Lillklockan har inskriptionen:
Kom och se! Joh. 1:39
Ungdomar skänkte klockan 1969

## Inventarier
- På kyrkans gavel finns en Kristusgestalt utförd av konstnären Bertil Lundgren. Den visar hur Kristus sänder oss sin helige ande, hjälpare och livgivare, vilket symboliseras av eldslågor från händerna. Helheten utgör en triangelform, som symboliserar Guds treenighet: Fader, Son och helig Ande.

### Orgel
Den tidigare orgeln byggdes av Magnussons orgelbyggeri och togs i bruk 16 oktober 1960. Den tillkom genom insamlade medel. Magnusson-orgeln ersattes våren 2013 med en digital orgel av märket Allen.